# عبدالله خان امین‌الدوله
عبدالله خان امین‌الدوله اصفهانی سیاستمدار ایرانی بود که دو نوبت در بین سال‌های ۱۲۰۲ ه.ش تا ۱۲۰۴ ه.ش و۱۲۰۷ ه‍.ش تا ۱۲۱۳ ه‍.ش و در دوران پادشاهی فتحعلی شاه قاجار، صدراعظم ایران بود. او فرزند محمدحسین خان صدراصفهانی صدراعظم فتحعلی شاه بود.
او پس از درگذشت فتحعلی شاه از پادشاهی علی میرزا ظل‌السلطان حمایت کرد و پس از به حکومت رسیدن محمد شاه مدتی در اصفهان نزد محمدباقر شفتی پناه برد و سرانجام قائم‌مقام از طرف شاه نامه‌ای به او نوشت و به ناچار به کربلا به تبعید رفت و در سال ۱۲۲۶ ه.ش در همان‌جا درگذشت.